# Evangelische Kirche Bad Holzhausen

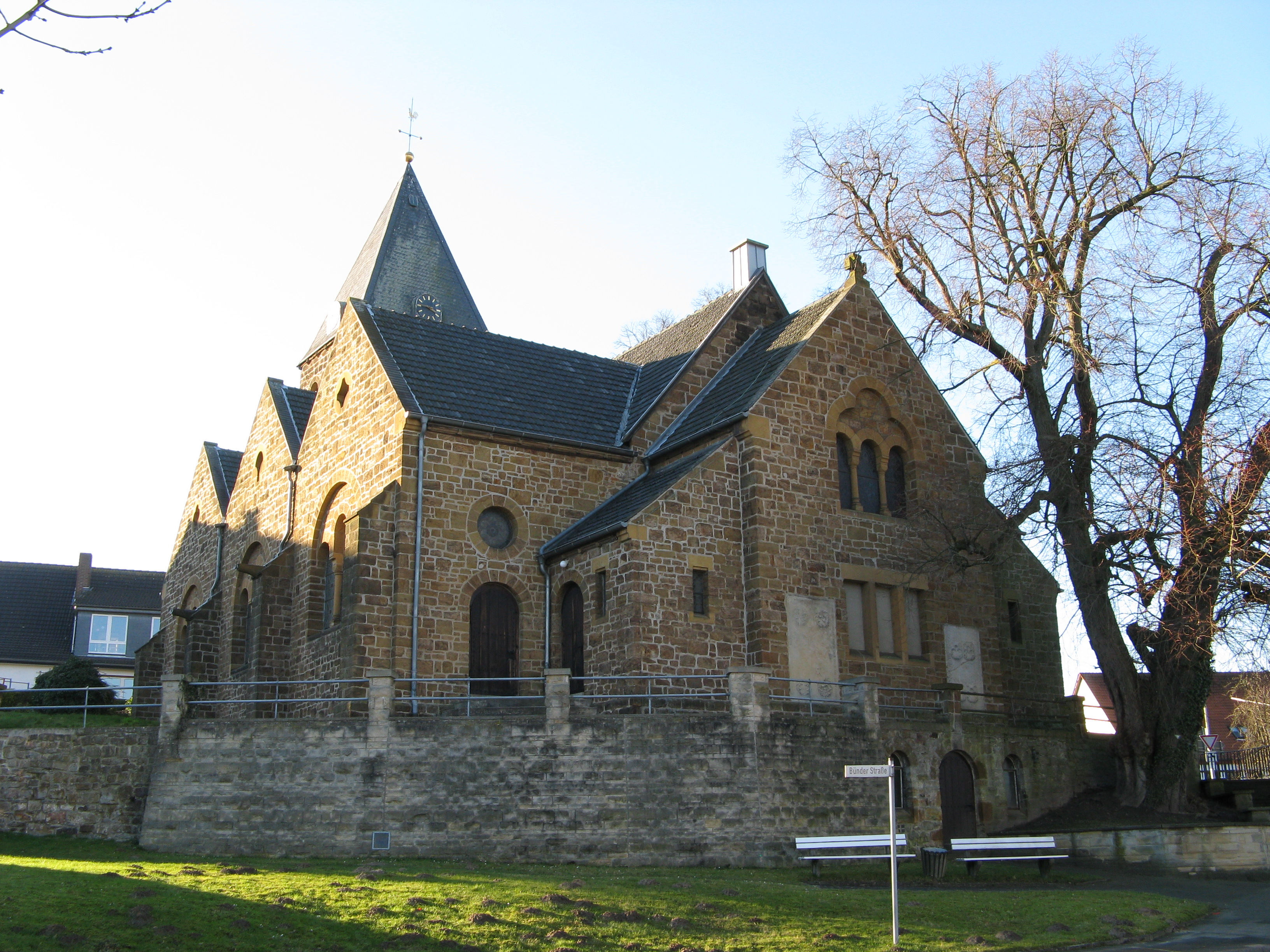
Evangelische Kirche in Bad Holzhausen

Die Evangelische Kirche Bad Holzhausen ist eine lutherische Kirche in Bad Holzhausen, einem Ortsteil von Preußisch Oldendorf im Kreis Minden-Lübbecke, Nordrhein-Westfalen. Strukturell gehört die Kirche zum Kirchenkreis Lübbecke der Evangelischen Kirche von Westfalen. Das Gemeindegebiet erstreckt sich über 13,9 km² und umfasst 2.279 Gemeindemitglieder.

## Geschichte
Die Kirche wurde in der ersten Hälfte des 13. Jahrhunderts im romanisch-gotischen Stil als Pfarrkirche für die Bauerschaften Holzhausen und Heddinghausen errichtet. Das Mittelschiff war ursprünglich ein dreijochiger Rechtecksaal.
Im 16. Jahrhundert wurde in Bad Holzhausen die Reformation eingeführt.
1905/06 wurde die Kirche nach Plänen von Karl Siebold im neoromanischen Stil umgestaltet und erweitert, wobei im Kern das Langhaus der alten Kirche als neues Mittelschiff beibehalten wurde. Zum Abschluss der Arbeiten wurde 1906 der neue Kirchturm errichtet.

## Ausstattung
Im Innenraum der Kirche hängt ein Epitaph im Renaissance-Stil. Es wurde 1598 für Johann von Korte geschaffen, der auf dem Rittergut Hudenbeck lebte.
Die barocke Kanzel wurde 1665 aufgestellt.
Der Altar und der Taufstein wurden von Eva Limberg im Jahr 1966 gestaltet. Die Ausstattung und die Bemalung wurden im 20. Jahrhundert mehrfach verändert.

### Glocken
Im Kirchturm hängt ein Stahlgeläut, das 1922 vom Bochumer Verein gegossen wurde. Die Inschriften der Glocken lauten:
- Große Glocke: Selig sind, die Gottes Wort hören und bewahren
- Mittlere Glocke: Haltet an im Gebet
- Kleine Glocke: Geduldig in Trübsal

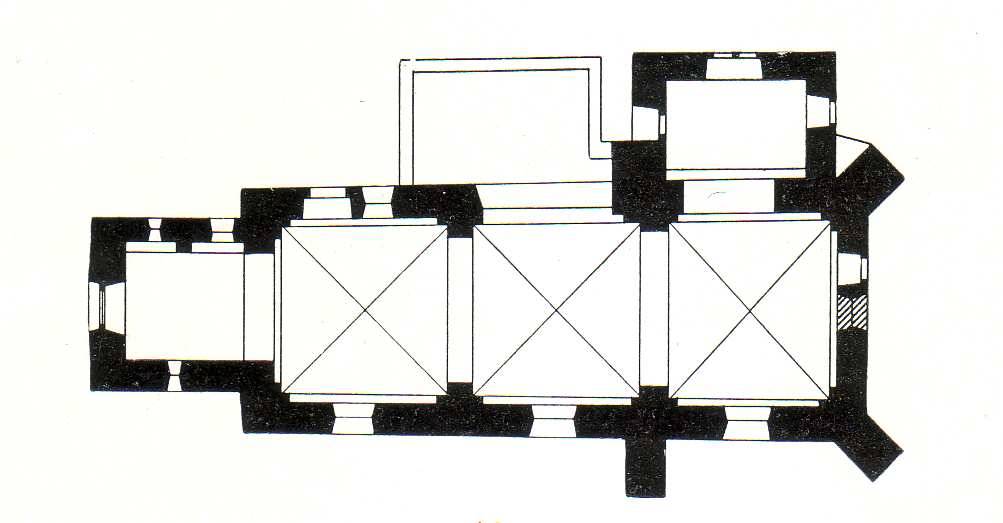
Grundriss vor der Erweiterung
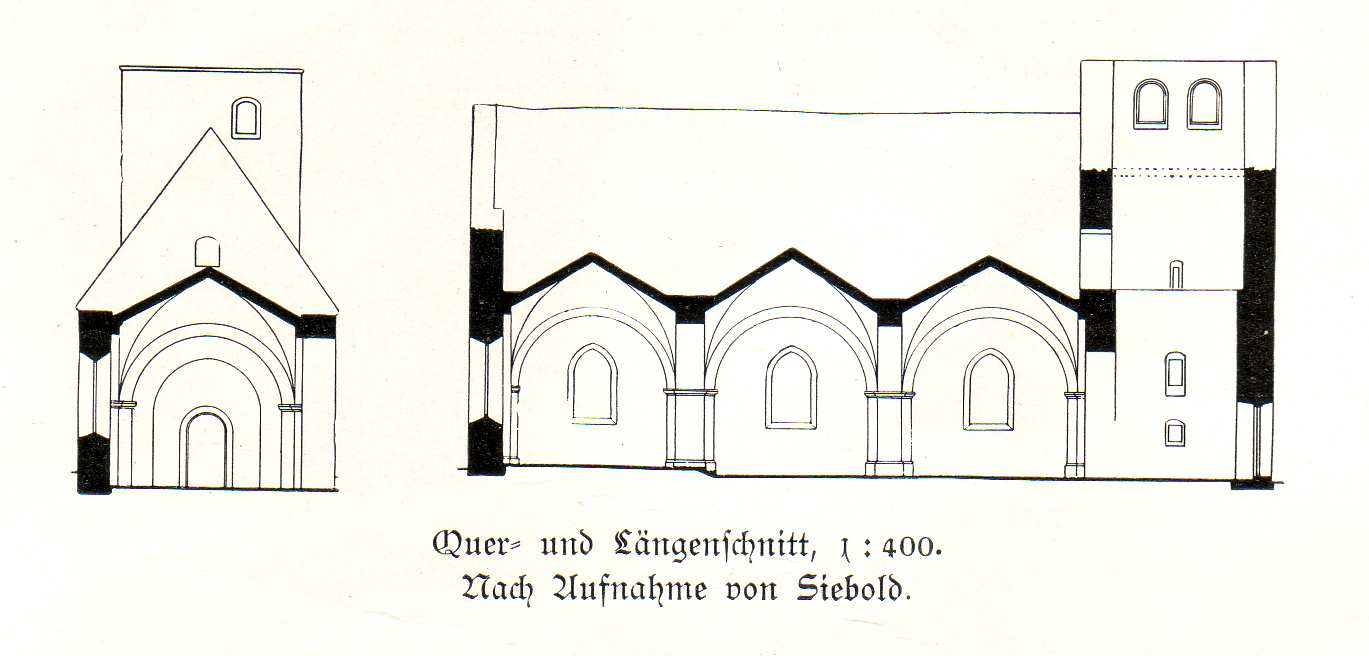
Quer- und Längsschnitt vor der Erweiterung
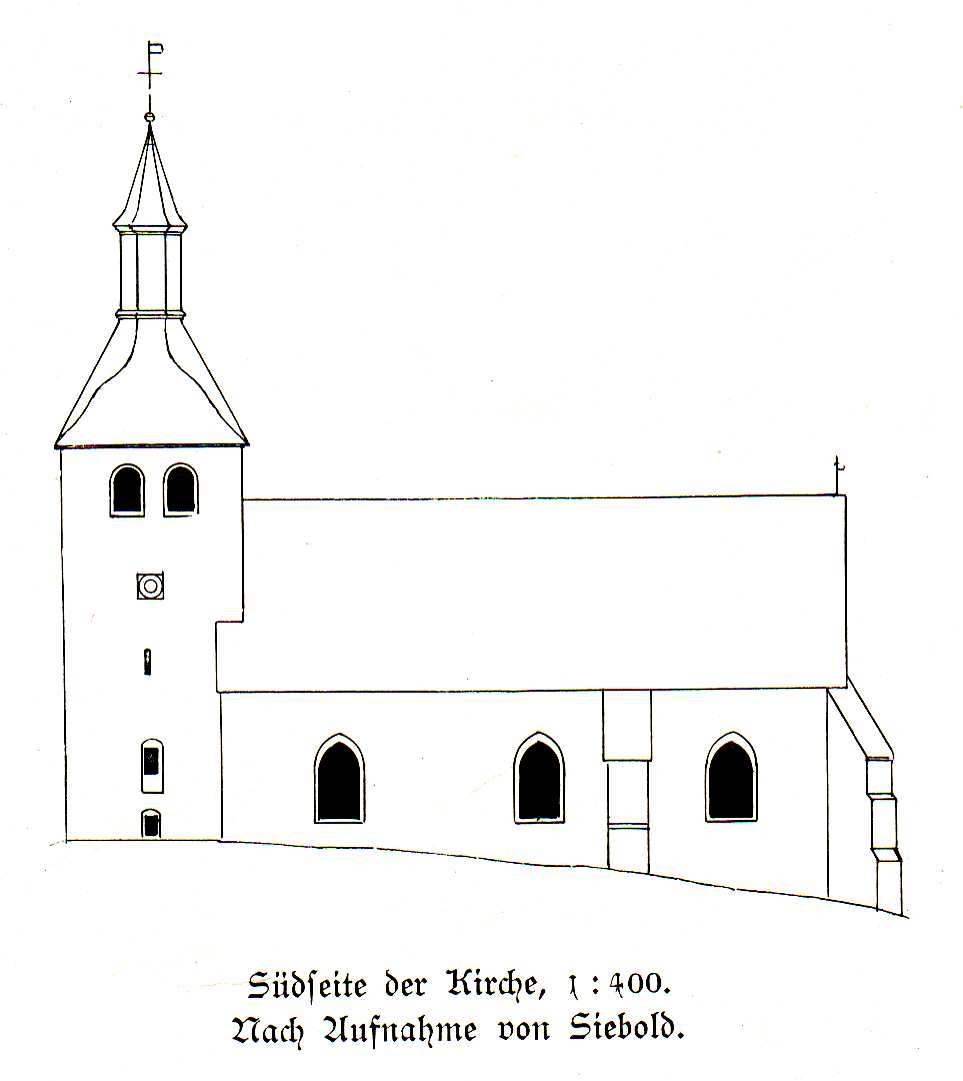
Ansicht von Süden vor der Erweiterung
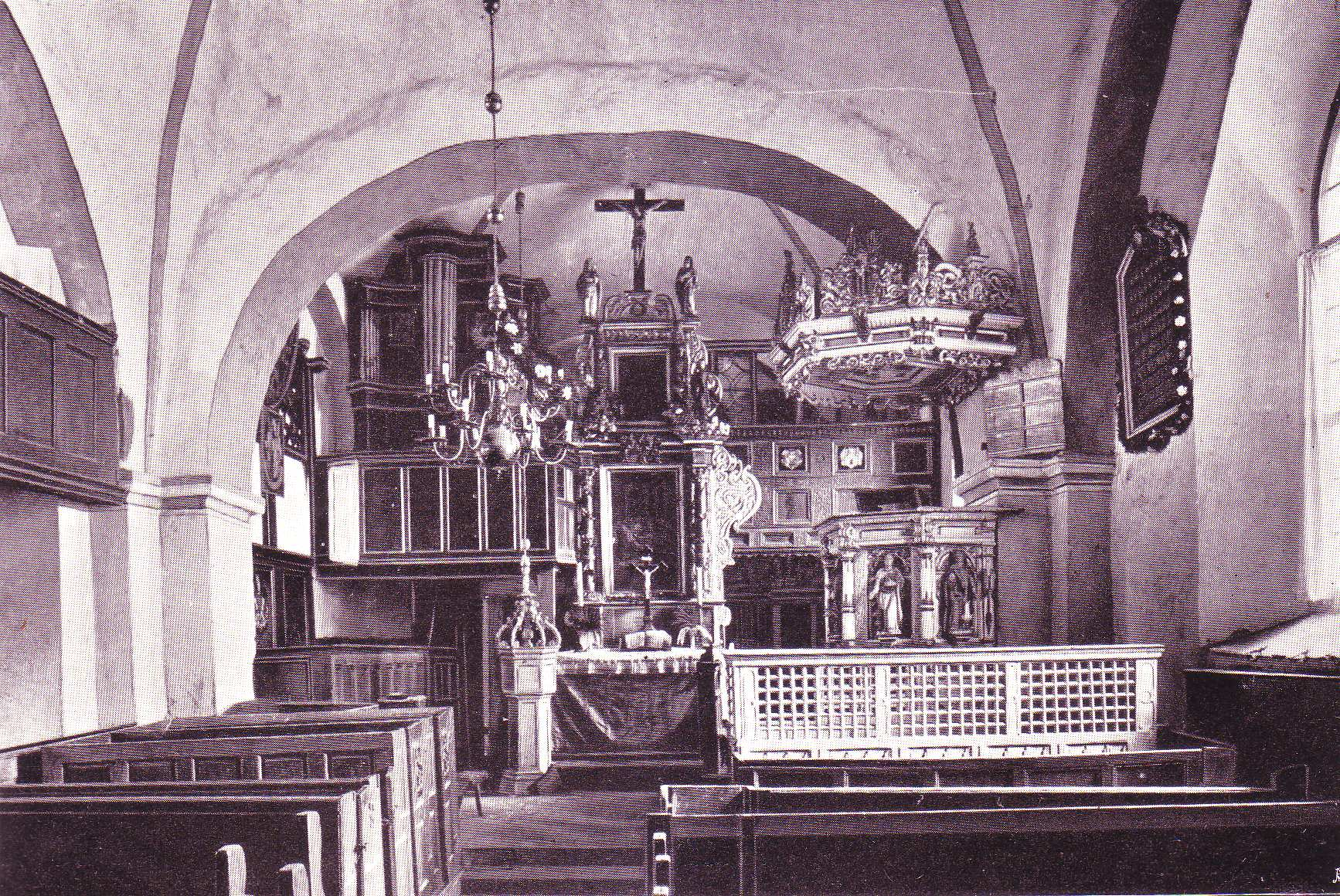
Blick zum Chor 1905
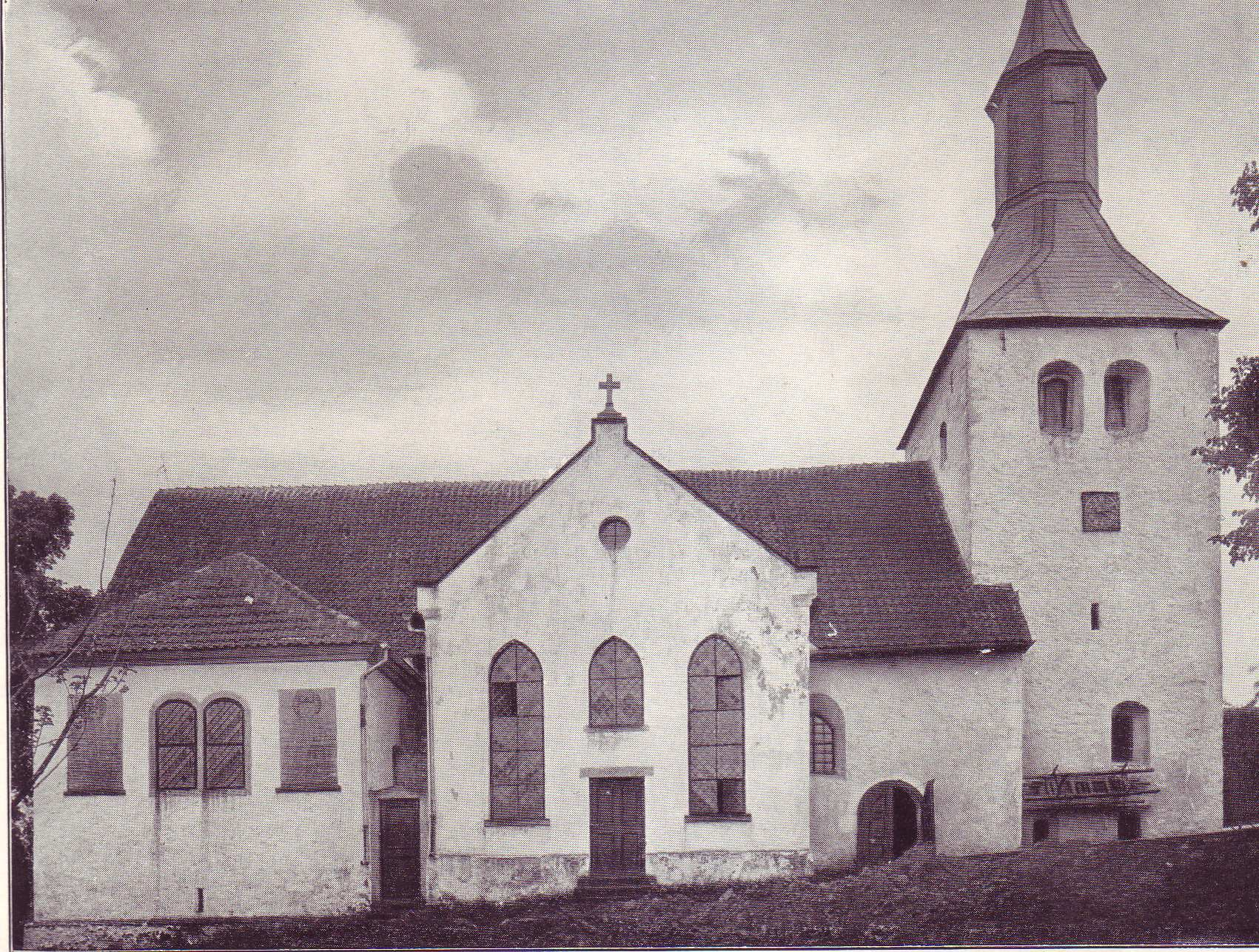
Von Norden 1905
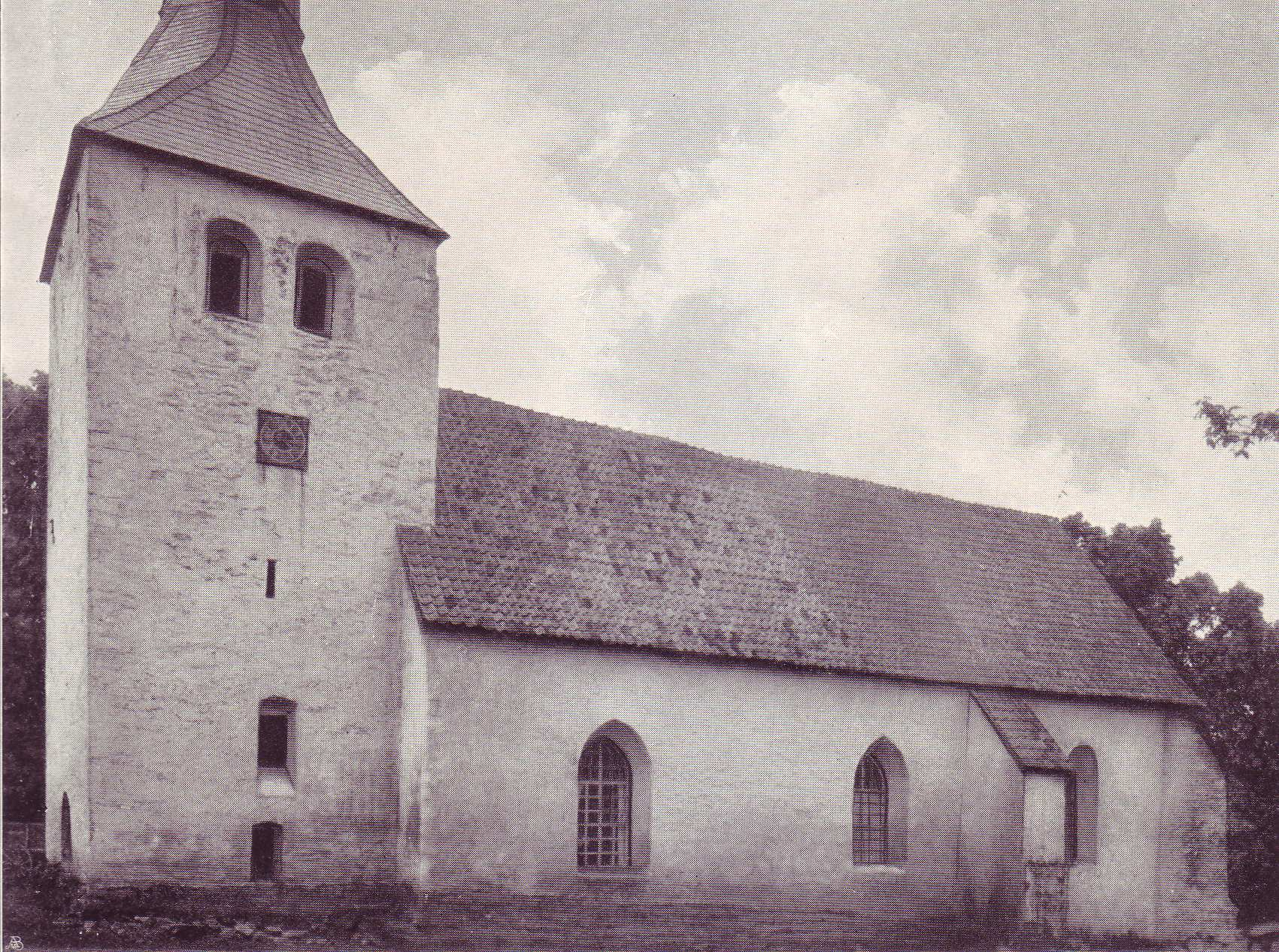
Von Südwesten 1905